# Cantonul Tuffé
Cantonul Tuffé este un canton din arondismentul Mamers, departamentul Sarthe, regiunea Pays de la Loire, Franța.

## Comune
| Comune                   | Populație (1999) | Cod poștal | Cod INSEE |
| ------------------------ | ---------------- | ---------- | --------- |
| Beillé                   | ...              | 72160      | 72031     |
| Boëssé-le-Sec            | ...              | 72400      | 72038     |
| La Bosse                 | ...              | 72400      | 72040     |
| Bouër                    | ...              | 72390      | 72041     |
| La Chapelle-Saint-Rémy   | ...              | 72160      | 72067     |
| Duneau                   | ...              | 72160      | 72122     |
| Le Luart                 | ...              | 72390      | 72172     |
| Prévelles                | ...              | 72110      | 72246     |
| Saint-Denis-des-Coudrais | ...              | 72110      | 72277     |
| Saint-Hilaire-le-Lierru  | ...              | 72160      | 72288     |
| Sceaux-sur-Huisne        | ...              | 72160      | 72331     |
| Tuffé                    | ...              | 72160      | 72363     |
| Vouvray-sur-Huisne       | ...              | 72160      | 72383     |